# Hyacintorchis
De hyacintorchis, ook wel reuzenorchis (Himantoglossum robertianum), is een Europese orchidee. Het is met zijn maximale hoogte van een meter een van de grootste Europese orchideeën, en tevens een van de vroegstbloeiende: reeds in januari kan de plant in bloei komen.
Het is een soort uit het Middellandse Zeegebied die zich door veranderingen in het klimaat steeds noordelijker langs de Atlantische kust heeft gevestigd. In Nederland komt de soort voor in de Hollandse Duinen bij Noordwijk.

## Naamgeving enetymologie
- Synoniemen: Orchis longibractea Bivona-Bernardi (1809), Orchis robertiana Loisel. (1806), Barlia robertiana (Loisel.) W.Greuter (1967)
- Frans: Orchis géant, Orchis à longues bractées, Barlie
- Duits: Riesenknabenkraut

De botanische naam Himantoglossum is afgeleid van het Oudgrieks ἱμάς (himas) = riem en γλώσσα (glōssa) = tong en slaat op de lange, tongvormige lip van onder meer de bokkenorchis. De soortaanduiding robertianum is een eerbetoon aan Gaspard Nicolas Robert (1776-1857), een Franse botanicus.

## Kenmerken

### Plant
De hyacintorchis is een overblijvende, niet-winterharde geofyt, met een tot 100 cm lange, dikke en robuuste stengel, naar boven toe violet aanlopend, met een tot 20 cm lange, cilindrische en dichtbebloemde aar met twintig tot zestig bloemen.

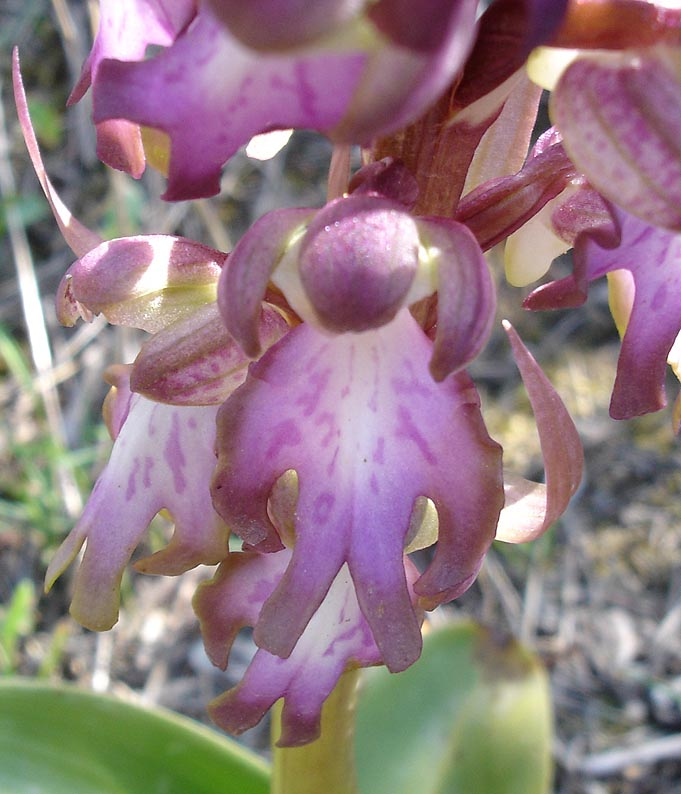
detail bloem

### Bladeren
De bladeren zijn groot, vlezig, glanzend geelgroen gekleurd, de onderste in een rozet geplaatst, breed ovaal, uitgepreid tot rechtopstaand, naar boven toe smaller worden om uiteindelijk over te gaan in smalle, langwerpige schutbladeren, langer dan de bloemen zelf.

### Bloemen
De bloemen zijn tot 4 cm groot, wijd openstaand, geurend naar lissen, met lichtgroene en violet gestreepte kelkbladen en bovenste kroonbladen, die als een open, losbladig helmpje over het gynostemium gebogen zijn.
De lip is veel groter dan de andere bloembladen, roze tot violet gestippeld op een witte ondergrond, drielobbig, aan de basis ingesnoerd en verdiept met opstaande randen. De middenlob is tot 2 cm lang, convex gebogen en aan de top V-vormig gespleten. De smallere zijlobben zijn naar binnen en naar voor gebogen, en hebben een gegolfde buitenrand. Het spoor is ongeveer even lang als het vruchtbeginsel, breed, met een stompe top, licht naar onder gebogen.
Het gynostemium is kort en stomp, de helmhokjes staan parallel aan elkaar, de pollinia zijn verbonden met één enkel retinaculum omgeven door een bursiculum, het rostellum vormt een plooi tussen de helmhokjes die versmalt tot een snaveltje. De stempel is langwerpig.
De bloeitijd is van januari tot april, de hyacintorchis is daarmee in Europa de vroegstbloeiende orchidee.

## Groeiplaatsen
De hyacintorchis geeft de voorkeur aan kalkrijke bodems op zonnige of halfbeschaduwde plaatsen, zoals kalkgraslanden, lichte bossen en garrigues. In middelgebergte tot op 1.700 m.

## Verspreiding en voorkomen
De hyacintorchis komt voor in het Middellandse Zeegebied van Portugal tot Anatolië, in Marokko en in Corsica, en langs de Atlantische kust tot Noord-Spanje. In Frankrijk langs de kust en noordelijk tot de departement Alpes-Maritimes, Rhône en Savoie. De soort was buiten het Middellandse Zeegebied zeldzaam, maar in de eenentwintigste eeuw steeds vaker en verder noordelijk langs de Atlantische kust te vinden. In Zwitserland, Zuidwest-Duitsland en Noord-Frankrijk is bovendien sprake van enkele 'satellietpopulaties'.
In België werden in april 2014 exemplaren van de Hyacintorchis nabij de grens met Nederland aangetroffen, nabij een Waalse steengroeve. De eerste Vlaamse waarneming vond plaats in 2023, in de omgeving van de Antwerpse haven. In Nederland werd de soort op 11 maart 2020 voor het eerst gevonden in de beschermde duinen van Nationaal Park Hollandse Duinen bij Noordwijk.

## Verwantschap en gelijkende soorten
De hyacintorchis kan door zijn grootte en voorkomen met geen enkele andere soort verward worden, ook niet met de nauw verwante bokkenorchis (H. hircinum).

## Bedreiging en bescherming
De soort werd in Frankrijk lange tijd beschermd op nationaal vlak, mede daardoor kon het areaal zich verder naar het noorden uitbreiden.
H. adriaticum · 
H. affine · 
H. caprinum · 
H. comperianum · 
H. formosum · 
H. hircinum (Bokkenorchis) · 
H.  metlesicsianum · 
H. montis-tauri · 
H. robertianum (Hyacintorchis)